# Artavazde Ier d'Atropatène
Pour les articles homonymes, voir Artavazde et Artavazde Ier.
Artavazde Ier (mort en 20 av. J.-C.) est un roi de Médie-Atropatène et d'Arménie Mineure du Ier siècle av. J.-C.

## Biographie
Artavazde Ier est le fils unique et successeur du roi Ariobarzane Ier. Il naît probablement vers l'an 50 av. J.-C.[réf. nécessaire] et devient roi de Médie-Atropatène à la mort de son père. En 30 av. J.-C., il reçoit d'Auguste l'Arménie Mineure prise à Polémon Ier du Pont. Artavazde Ier meurt après un règne de dix ans, en 20 av. J.-C.

## Descendance
Il a deux enfants :
- Ariobarzane II, roi d'Arménie
- Jotapé, épouse les rois Alexandre Hélios d'Arménie et Mithridate III de Commagène